# Família Vibilia
A família Vibilia é uma pequena família de asteroides localizados no cinturão principal que são caracterizados por ter elementos orbitais semelhantes. A família foi nomeada devido ao primeiro asteroide que foi classificado neste grupo, o 144 Vibilia. Acredita-se geralmente que os objetos pertencentes à mesma família de asteroides têm uma origem comum, ou seja, são fragmentos de um corpo-mãe comum, que foi destruído em uma colisão com outro asteroide.

## Os maiores membros desta família
| Nome        | Diâmetro | Semieixo maior | Inclinação orbital | Excentricidade orbital | Ano da descoberta |
| ----------- | -------- | -------------- | ------------------ | ---------------------- | ----------------- |
| 144 Vibilia | 141,8 km | 2,655 UA       | 4,807 °            | 0,235                  | 1875              |